# Oskar von Reichenbach (Politiker)
Oskar Heinrich Carl Graf von Reichenbach (* 17. Januar 1815 in Olbersdorf, Provinz Schlesien; † 28. März 1893 in London) war ein deutscher demokratischer Politiker während der Revolution von 1848 und lebte später als Schriftsteller in der Emigration in London und den USA.

## Vormärz
Der Stammbaum der Familie von Reichenbach lässt sich bis ins 13. Jahrhundert zurückverfolgen. Der Vater Heinrich Erdmann Graf Reichenbach war Rittmeister und Sohn von Carl Heinrich Fabian Graf Reichenbach, dem Ahnherren der Linie Zessel. Die Mutter Caroline Johanna Elenora stammte aus dem schlesischen Adelsgeschlecht der Seherr-Thoß. Oskar von Reichenbach war Bruder von Eduard von Reichenbach.
Zwischen 1833 und 1839 studierte von Reichenbach Philosophie in Berlin und Paris. Danach war er bis 1849 Rittergutsbesitzer des Gutes Dometzko bei Oppeln.
Politisch war er bereits 1837 mit einer Flugschrift an Kronprinz Friedrich Wilhelm hervorgetreten, in dem er sich für eine Umgestaltung Deutschlands unter preußischer Führung aussprach. Seit 1839 gehörte er dem Hallgartenkreis an. Im Jahr 1846 wurde ihm die Übernahme eines Mandats im Schlesischen Provinziallandtag verweigert, weil er noch nicht zehn Jahre Grundeigentümer gewesen war.

## Revolution 1848/49
Im März 1848 war er einer der führenden Personen einer Abordnung von Grundbesitzern aus dem Landkreis Oppeln, die den König aufforderten, Urwahlen zu einer preußischen Nationalversammlung abzuhalten. Er war Mitglied des Vorparlaments in Frankfurt. Seit dem 18. Oktober 1848 war er als Nachfolger von Melchior Freiherr von Diepenbrock Mitglied der Frankfurter Nationalversammlung für den Wahlkreis Oppeln. Er gehörte der linken Fraktion Deutschen Hof und dem Zentralmärzverein an. Er gehörte zu denjenigen Abgeordneten die Friedrich Wilhelm IV. zum Kaiser der Deutschen wählten. Außerdem verfasste er 1848 in periodischen Abständen Flugblätter unter dem Titel „Wahrheiten eines Volksfreundes“. Reichenbach war auch Mitglied des Centralausschusses der Demokraten Deutschlands.

## Emigration
Weil von Reichenbach am Stuttgarter Rumpfparlament teilgenommen hatte, wurde er 1849 verhaftet und in einem Hochverratsverfahren angeklagt. Mehrere Gerichte waren dabei nicht zu einer Übernahme des Verfahrens bereit, so dass er nach seiner Freilassung 1850 nach London fliehen konnte. In Abwesenheit wurde er 1851 zu zehn Jahren Zuchthaus sowie den Verlust der Nationalkokarde verurteilt. In London lebte Reichenbach als wissenschaftlicher Schriftsteller. Dort gehörte er dem Emigration Club als Mitglied des leitenden Komitees an. Er war auch Mitglied des europäischen Demokratischen Zentralkomitees. Im Jahr 1853 war Reichenbach Treuhänder der Deutschen Nationalanleihe zur Förderung der Revolution in London. Im selben Jahre wanderte er in die USA aus und war neben seiner schriftstellerischen Tätigkeit auch Besitzer einer Farm. Im Jahr 1863 kehrte er nach London zurück, wo er bis 1893 wieder als Schriftsteller lebte.

## Unterstützung Bismarcks
In politischer Hinsicht trat er erst wieder 1866 nun auf Seiten von Otto von Bismarck hervor. In dessen Auftrag und Anweisungen von Robert von Keudell folgend, unternahm Reichenbach 1866 eine Reise durch Süddeutschland, um gegen den bevorstehenden Krieg zu wirken, in dem die süddeutschen Staaten wahrscheinlich Österreich unterstützen würden. Im August 1866 bat Otto von Bismarck Politiker verschiedener Lager um Verfassungsentwürfe für den zu gründenden Norddeutschen Bund. Neben dem Liberalen Maximilian Duncker und dem Konservativen Hermann Wagener legte auch Reichenbach als Demokrat einen Entwurf vor. Dabei lehnte er sich eng an die Paulskirchenverfassung an. Der preußische König sollte erblicher „König der Norddeutschen und Preußen“ werden. Um das Problem des Nebeneinanders von preußischen Landtag und Reichstag zu lösen, schlug er den Verzicht auf den Landtag vor.

## Schriften (Auswahl)
- Beitrag zum Entwurf der zu vereinbarenden Verfassung: Das Wahlgesetz: ob Urwahl? – ob Wahl nach Ständen? – ob Census? Sr. Majestät dem Könige und Einer Hohen National-Versammlung ehrerbietigst gewidmet. Breslau 1848 (Digitalisat).